# Ioan Iucăl
Ioan I. Iucăl (n. 22 octombrie 1895 – d. 9 octombrie 1983) a fost un general român care a luptat în cel de-al Doilea Război Mondial.
A fost decorat la 4 august 1945 cu Ordinul Militar „Mihai Viteazul” cu spade, clasa III, „pentru curajul, devotamentul și spiritul de sacrificiu dovedit în luptele grele duse pe Târnava, unde comandând infanteria diviziei, a dus la cucerirea cotelor 463-495 și orașul Carei, intrând primul în oraș. În luna decembrie 1944, Ionel Iucăl a comandat Divizia 9-a, cucerind un oraș și mai multe sate și cote, luând mulți prizonieri și o bogată pradă de război. A condus personal primul batalion care a trecut peste Masivul Also și Felsőhegy, distingându-se la Rosenau, Dobșina și cota 689, prin acte personale de deosebit curaj”.
Generalul de brigadă Ioan Iucăl a fost trecut în cadrul disponibil la 9 august 1946, în baza legii nr. 433 din 1946, și apoi, din oficiu, în poziția de rezervă la 9 august 1947.

## Decorații
- Ordinul „Steaua României” în gradul de Ofițer (9 mai 1941)[4]
- Ordinul „Mihai Viteazul” cu spade, cl. a III-a (4 august 1945)[2]
- Ordinul „23 August” clasa a IV-a (10 august 1964) „pentru merite deosebite în opera de construire a socialismului, cu prilejul celei de a XX-a aniversări a eliberării patriei”[5]

## Legături externe
- en  Generals.dk